# Xã Wayne, Quận Jay, Indiana
Xã Wayne (tiếng Anh: Wayne Township) là một xã thuộc quận Jay, tiểu bang Indiana, Hoa Kỳ. Năm 2010, dân số của xã này là 7.918 người.